# Sabine Devieilhe

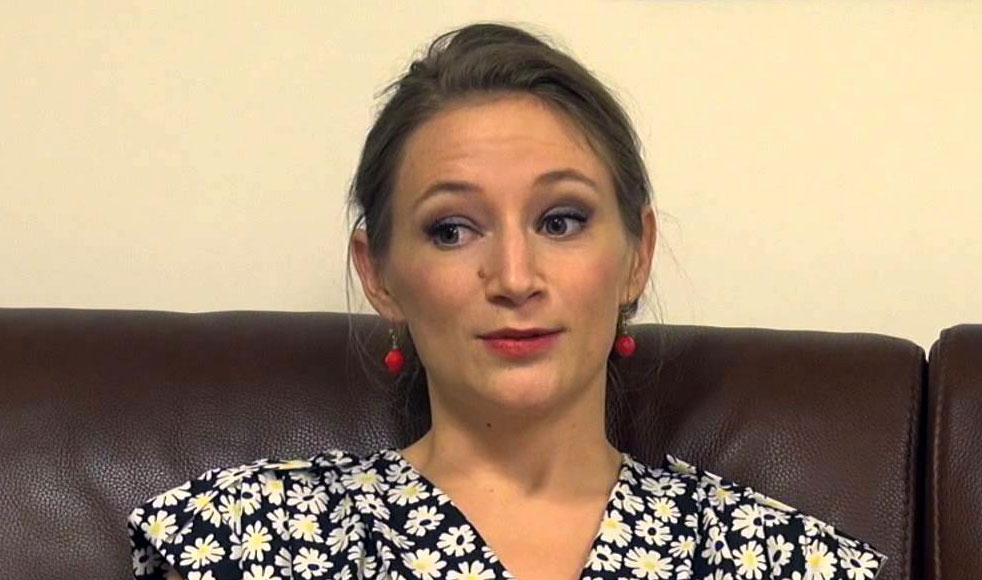
Sabine Devieilhe (2014)

Sabine Devieilhe (* 12. Dezember 1985 in Ifs) ist eine französische Opernsängerin (Sopran).

## Leben
Devieilhe besuchte ab ihrem 12. Lebensjahr das Musikkonservatorium in Caen und ein Gymnasium mit einem musikalischen Zweig. Nach dem Abitur studierte sie Musik in Rennes und war Mitglied des Chores im Opernhaus der Stadt. Ab 2008 studierte sie Musikwissenschaft, Cello und Gesang am Conservatoire national supérieur in Paris, das sie nach drei Jahren mit Auszeichnung abschloss.
2011 erhielt sie den Ersten Preis am Conservatoire National Supérieur de Musique et de Danse. Bedingt durch den Erfolg ihrer ersten Engagements erhielt sie die Gelegenheit mit renommierten Orchestern aufzutreten, wie etwa dem Orchestre National d’Île de France und dem Orchestre de Paris. Devieilhe ist Mitglied in verschiedenen Ensembles, darunter Pygmalion und Les Cris de Paris.
In Deutschland war sie Ende 2012 in der Kölner Philharmonie und in Bremen mit Werken von Jacques Offenbach zu hören. Das Kölner Konzert wurde auf Arte übertragen. In der Konzertsaison 2013/14 sang sie in der Zauberflöte die Königin der Nacht in der Opéra national de Paris.
Immer wieder spielt Devieilhe Musik zusammen mit ihrem Ehemann ein, dem Dirigenten Raphaël Pichon. 2023 bestritten die Eheleute gemeinsam die Neuinszenierung von Mozarts Le nozze di Figaro bei den Salzburger Festspielen – er als Dirigent, sie als Susanna.

## Filmografie
- 2022: The Magic Flute – Das Vermächtnis der Zauberflöte

## Auszeichnung
- 2014 ECHO Klassik in der Kategorie Nachwuchskünstlerin des Jahres (Gesang) für die Einspielung von Jean-Philippe Rameau: Le Grand Théâtre de l'amour[4]